# Изложбени Луисов и Кларков златни долар
Изложбени Луисов и Кларков златни долар је комеморативан новац који је кован 1904. и 1905. године као део учешћа владе Сједињених Држава на стогодишњој изложби Луиса и Кларка, одржаној последњи пут у Портланду у држави Орегон. Дизајниран је од стране Америчког бироа и главног гравера новца, Чарлса Е. Барбера, кованица се није добро продавала и издато је мање од десетине одобреног ковања.
Експедицију Луис и Кларк, прву европско-америчку истраживачку копнену странку која је стигла до пацифичке обале, предводили су Мериведер Луис и Вилиам Кларк, након куповине Луизијане 1803. Између 1804. и 1806., њени чланови путовали су од Ст. Луис-а до обале Орегона и назад, пружајући инфорамције и разбијајући митове о великој површини стечене од стране САД у куповини. Сајам у Портланду обележио је стогодишњицу тог путовања.
Кованице су, у већини случајева, продате јавности од нумизматичког промотера Фарана Зербе, који је такође продао долар за изложбу куповине у Луизиани. Пошто није могао да прода већи део издања, ковачница је истопила већи део кованица. Кованице су наставиле да повећавају вредност, тако да данас вреде између стотину и хиљаду долара, у зависности од стања. Изложбени долар Луис-а и Кларк-а, једини је амерички новчић који је имао "две-главе" са портретом једног од вођа експедиције са обе стране.

## Позадинска прича
Куповина Луизијане 1803. године је више него удвостручила површину америчке нације. У потрази за сазнањима о новом поседу, председник Томас Џеферсон је од Конгреса добио одобрење за истраживачку експедицију и именовао свог приватног секретара Меривидер Луис да је води. Капетан америчке војске, Луис је за ко-вођу експедиције одабрао Вилијама Кларка, бившег поручника војске и млађег брата хероја Америчког рата за независност Џорџа Роџерса Кларка. Луис и Вилјиам Кларк су служили заједно и одабрали тридесетак људи, названих Корпусом открића, да их прате. Многи од њих били су граничари из Кентакија који су били у војсци, као и морнари и други који су имали потребне вештине. Експедиција је кренула из области Сент Луиса 14. маја 1804.
Путујући реком Мисури, Луис и Кларк су срели Сакагавеа, жену из племена Лемхи Шошон. Друго племе је ухватило Сакагавеу и продало је као роба Тусину Чарбону, француско канадском ловцу, који ју је учинио једном од својих жена. Заједно Чарбону и Сакагавеа су служили као тумачи експедиције а присуство индијанске жене (и њеног новорођеног сина, Жан Баптис Чарбону) помогло је убедити  племена да експедиција Луиса и Кларка није ратна странка. Сјајна услуга коју је Сакагавеа пружила експедицији, била је помоћ у куповини коња, потребних да би група могла да пређе планине након што је морала да напусти Мисури, прилазећи континенталној подели. Један од разлога за њен успех био је тај што се индијски поглавар чију помоћ су тражили показао као брат Сакагаве.
Експедиција је зиму 1804–1805 провела улогорена у близини места Бизмарк, Северна Дакота. Отишли су одатле 7. априла 1805. године, а 7. новембра дошли су у видокруг Тихог океана, близу Асторије у Орегону. Након презимљавања и истраживања подручја, кренули су на исток 23. марта 1806. и стигли у Сент Луис шест месеци касније. Само један од чланова експедиције умро је на путу, највероватније од слепог црева. Иако нису пронашли мамуте или слане планине за које се чуло да су на западу Америке, "ово је био мали губитак у поређењу са стварима које су стечене".  Поред знања о територијама које су купиле САД, то је укључивало успостављање односа са америчким домороцима и повећано јавно интересовање за Запад након објављивања њихових дневника. Даље, истраживање државе Орегон касније је помогло америчким претензијама на то подручје. У знак захвалности за услугу нацији, Конгрес је Луису и Кларку доделио земљиште и именовао их је у владине канцеларе на Западу.

## Почеци
Почетком 1895. године, Орегонци су предложили да се стогодишњица експедиције Луис и Кларк почасти сајмом који ће се одржати у Портланду. 1900. године одбро портландских бизнисмена почео је да планира догађај, емисија залиха је успешно прикупљена крајем 1901. године, а градња је започета 1903. године. После дугог напора да се стекне подршка савезне владе, успела је када је председник Теодор Рузвелт 13. априла 1904. године потписао закон о одвајању. Овим новцем је изложбеним властима додељено 500.000 долара , а такође је одобрен златни долар за успомену на сајам, са дизајном и натписима препуштеним дискрецији секретара трезора. Организациони комитет је био једини ентитет коме је дозвољено да их купи од владе, и то је могао учинити по номиналној вредности, до ограничења ковања од 250.000. 
Нумизматичар Фаран Зербе залагао се за усвајање овлашћења. Зербе није био само сакупљач и дилер новчића, већ је хоби промовисао путем своје путујуће изложбе, "Новац света". Зербе, председник Америчког нумизматичког удружења од 1908. до 1910., био је укључен у продају пригодних кованица више од 20 година, почев од 1892. Власти експозиције у Портланду поставиле су га за одговорног за продају златног долара.  Детаљи о припреми комеморативног долара изгубљени су; ковница је уништила многе записе шездесетих година.  Главни дизајнер ковнице новца Чарлс Е. Барбер био је одговоран за дизајн. 

## Дизајн
Нумизматички историчари Дон Такаи и К. Давид Боверс сугеришу да је Барбер своје дизајне највероватније заснивао на портретима Луиса и Кларка америчког сликара Чарлса Вилсона Пеалеа пронађеним у Дворани независности Филаделфије.  Такаи је Барбер-ове напоре сматрао уобичајеним напорима. Комад је једини амерички новчић који је имао "две-главе" и на свакој је по један портрет. 
Историчар уметности Корнелиус Вермеуле, у својој књизи о америчким кованицама, истакао је да се некима свидео  Експозициони долар Луиса и Кларка јер је приказивао историјске личности које су утицале на ток америчке историје, радије него биста којој је намера била Слобода, а тај Барберин новчић предводио је цент Линколна из 1909. године и кварт у Вашингтону из 1932. године. Ипак, Вермеуле је застарео, као и ранији амерички златни споменик, Експозициони долар Куповина Луизијане. "Недостатак искре у овим кованицама, као у многим дизајнима Барбер-а или помоћног гравера (касније главног гравера) Моргана, потиче из чињенице да су лица, коса и драперије равни, а слова мала, пренатрпана и уједначена. "  Према Вермеулеу, када су два гравера сарађивала на дизајну, као што је Меморијални долар МкКинлеи из 1916. године, резултати су били готово опресивни. 

## Производња
Ковачница новца у Филаделфији произвела је 25.000 долара за изложбу Луиса и Кларка у септембру 1904. године, плус још 28, резервисаних за инспекцију и испитивање на састанку Комисије за испитивање Сједињених Држава 1905. године. На њима се налазио датум 1904.  Зербе је наручио још 10.000 у марту 1905., датираном 1905. Ковачница новца је у марту и јуну направила 35.000 комада више у случају да Зербе жели да купи још, чинећи то унапред пошто се ковачница у Филаделфији угасила, али како није тражио више, додатних 25.000 је растопљено. 

## Последице и сакупљање
Стогодишњи Америчко-пацифички изложбени и оријентални сајам Луис и Кларк, отворен је у Портланду 1. јуна 1905. Шеснаест страних држава прихватило је позиве организатора да поставе експонате на изложби. Постојао је уобичајени низ концесија и атракција за забаву посетилаца.  Међу Американцима који су излагали експонате на сајму били су истакнути карикатуриста и љубитељ животиња Хомер Давенпорт  и дуговечни пионир Езра Мекер. Изложба је била једна од ретких те врсте која је донела профит и вероватно је допринела великом повећању становништва и привреде Портланда између 1905. и 1912. 
Средства од продаје новчића била су намењена за довршавање статуе Сацагавеи у парку Портланд.  О долару се мало помињало у нумизматичкој штампи. П. Давид Боверс претпоставља да је др. Џорџ Ф. Хеатх, уредник Нумизматичара, који се успротивио таквим комеморацијама, одбио да објављује било каква саопштења за јавност која је Зербе могао послати.  Ипак, у издању из августа 1905. године појавио се чланак који промовише изложбу и долар. Који цитира Зербеа и хвали његове напоре, вероватно је то написао он. Зербе се концентрисао на масовну продају дилерима, као и уобичајену на сајму по цени од 2 долара; пријавио је дилера ковачнице у Портланду ДМ Аверил & Предузеће за малопродају путем поште. Било је неких банака и предузећа, које су новчић продавале директно јавности. Аверил је објављивао огласе у нумизматичкој штампи, а почетком 1905. подигао је цене за 1904 комада тврдећи да су близу исцрпљености. То је била лаж: у ствари, новчићи датирани из 1904. године продали су се толико лоше да је око 15.000 истопљено у ковачници новца у Сан Франциску.  Зербе је дао Аверилу да прода 1905. издање по сниженој цени од десет долара за шест комада.  Као што је урадио са доларом Куповине Луизијане, Зебре је истопио новчиће у кашике или у накит. Не зна се много о расподели златних долара. 
Новчићи нису били популарни међу колекционарској заједници, што се видело падом вредности долара Куповина Луизијане. Ипак, вредност издања Луис и Кларк није пала испод цене издавања, већ је стално расла. Упркос нешто већем броју кованог новца забележеног као постојећи, издање из 1905. је ређе и вредније од 1904. године; Боверс претпоставља да је Зербе можда држао неке комаде само да би их уновчио, или да их преда 1933. када је председник Френклин Д. Рузвелт позвао већину златника.  Издање из 1905. се дуги низ година продавао мање од издања 1904. године, али се до 1960. године подударао са ценом раније верзије и 1980-их је премашио. У издању Водича америчких новчића за 2014. годину (Црвена књига) наведена је 1904. година у цени између 900 и 10.000 америчких долара, у зависности од стања, а 1905. између 1.200 и 15.000 америчких долара.  Један примерак из 1904. године, у готово нетакнутом стању МС-68, продат је 2006. на аукцији за 57.500 америчких долара. Упркос релативном неуспеху издавања новчића, статуа Сацагавеа је правилно постављена у парку у Портланду, финансирајући се продајом кованица.  2000. године, Сацагавеа се придружила Луису и Кларку у појављивању на златном новчићу, издавањем оптицајнog новчићa на којем су приказани она и њен син. 